# ونک (مجارستان)
وِنِک (به مجاری:  Vének) یک منطقهٔ مسکونی در مجارستان است که در ناحیه دیور واقع شده‌است. ونک ۶٫۸۹ کیلومتر مربع مساحت و ۱۸۵ نفر جمعیت دارد.